# سالبره

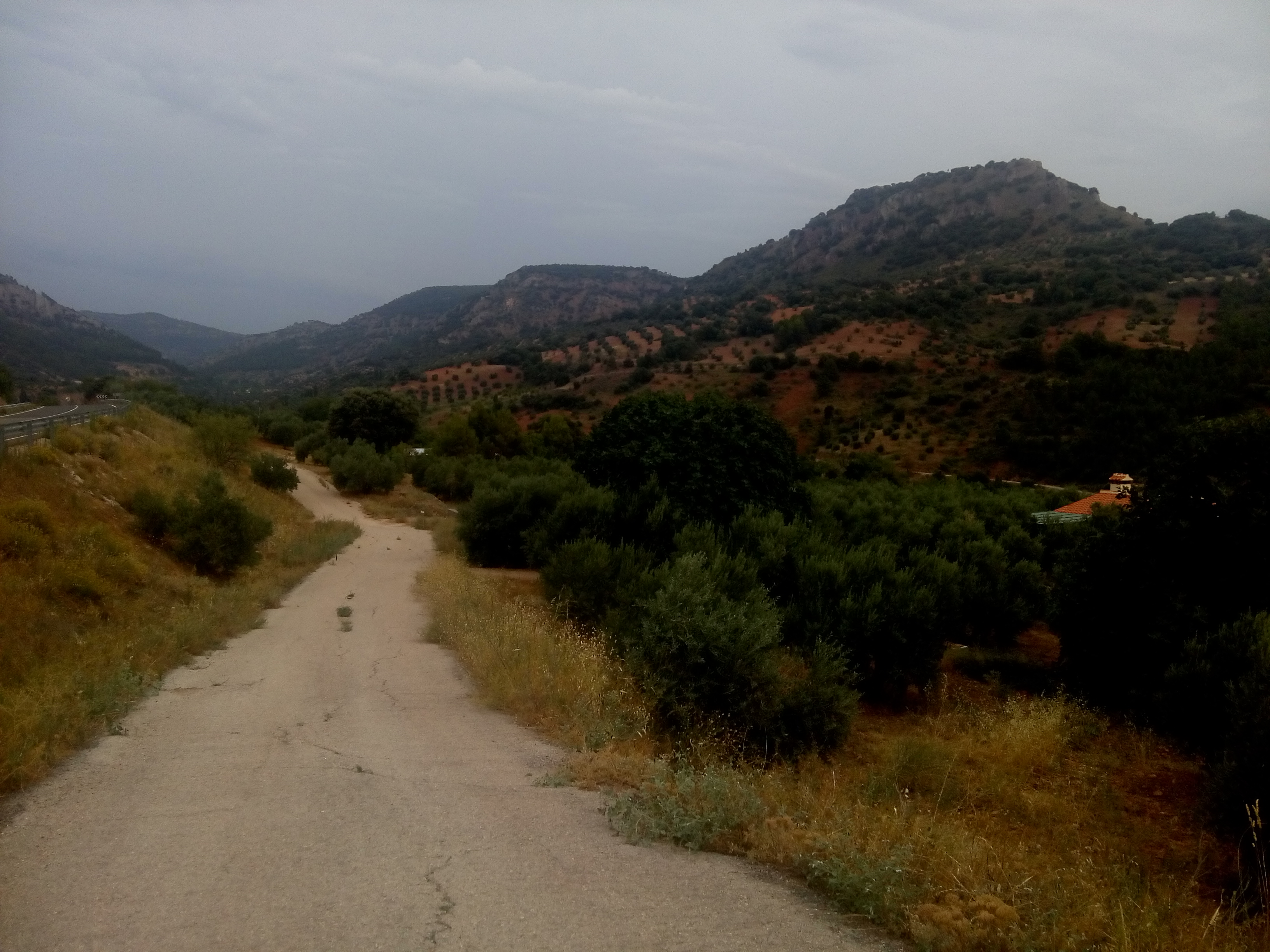
نمایی از سالبره، دهستانی در استان آلباستهٔ اسپانیا - ۲۰۱۸

سالبره دهستانی در استان آلباستهٔ اسپانیا است.
در این دهستان ۶۱۵ نفر زندگی می‌کنند. مساحت این دهستان ۴۹٫۵۳ کیلومتر مربع است.